# قضاء ماعين
قضاء ماعين قضاء يقع في لواء قصبة مادبا، محافظة مادبا في الأردن. ينتمي القضاء للواء قصبة مادبا الذي يضم 4 أقضية. يقدر عدد سكانه بـ 9065 نسمة حسب إحصاء 2015.

## معرض الصور

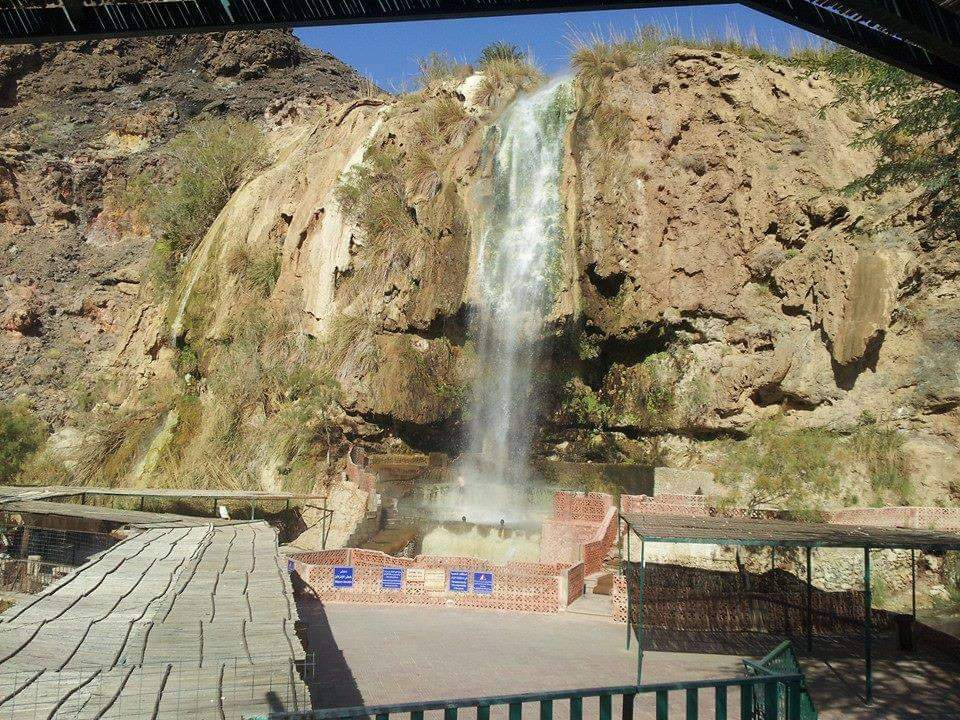
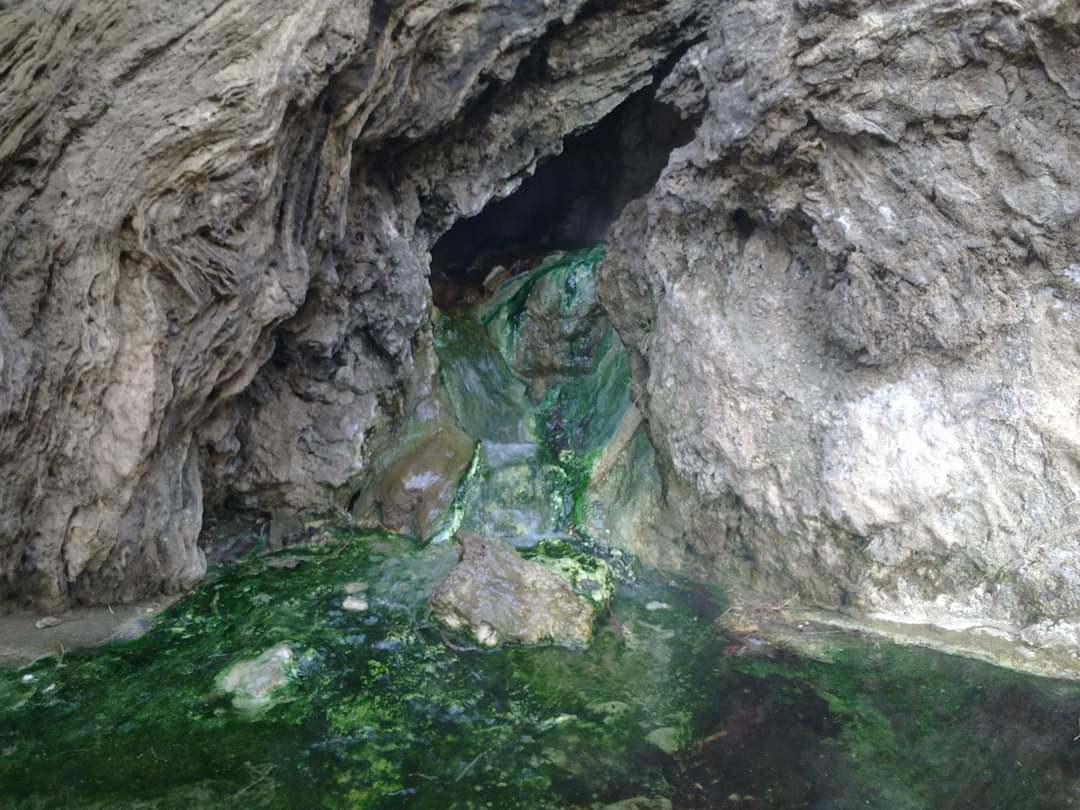
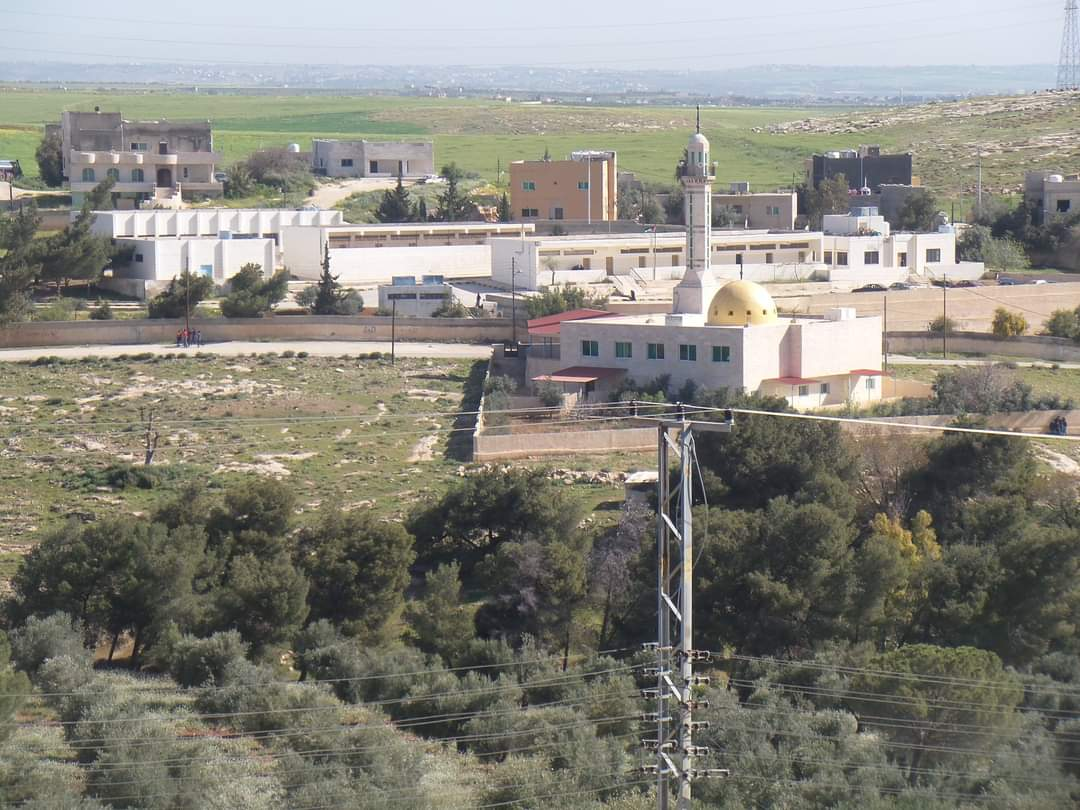
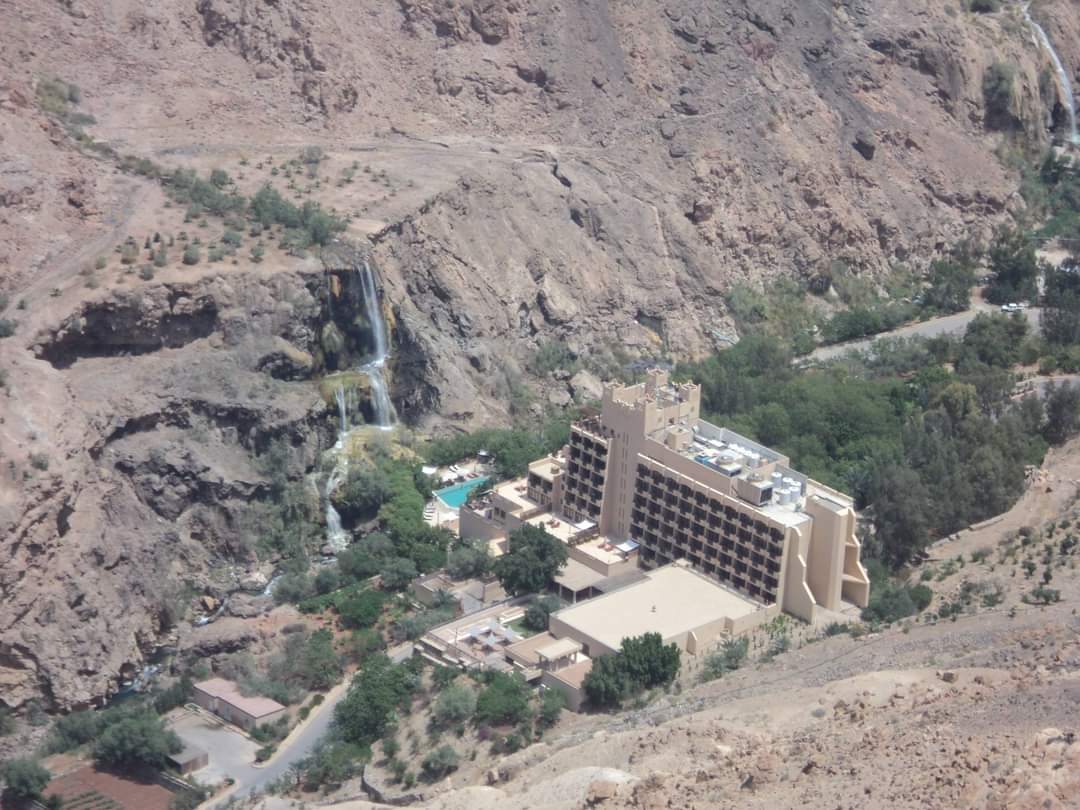
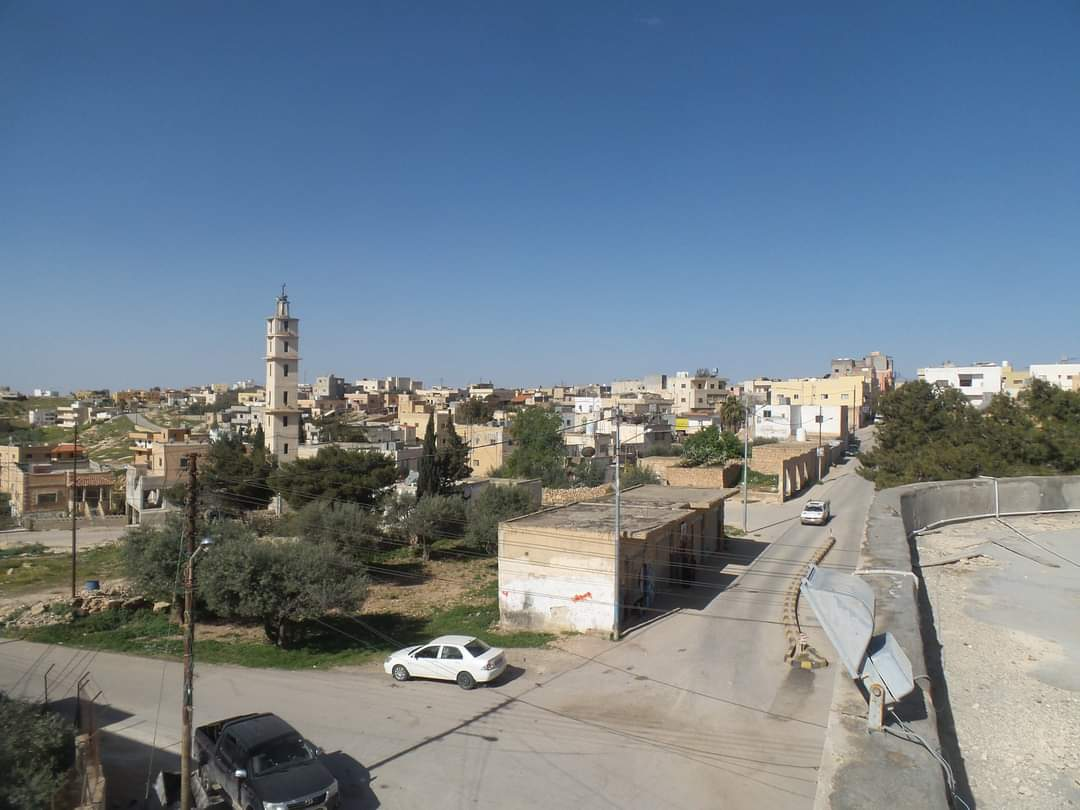

## الوصلات الخارجية
- دائرة الاحصاءات العامة